# Улица (филм)
Улица (итал. La Strada) италијанска је драма из 1954. коју је режирао Федерико Фелини по представи коју је писао са Тулијем Пинелијем и Ениом Флаианом. Филм осликава наивну младу жену (Ђулиета Масина) коју је мајка продала британском снагатору (Ентони Квин) и коју је он повео са собом на пут.
Фелини је говорио о Улици као о „комплетном каталогу целог његовог митолошког света, опасној репрезентацији његовог идентитета који је обузет без преседана.“ Као резултат, филм је захтевао више времена и труда него било шта на чему је пре или после тога радио. Процес стварања био је дуг и вијугав; било је разних проблема током продуцирања, укључујући и нестабилну финансијску подршку, проблеме при распоређивању улога и бројна кашњења. На крају, мало пре завршетка снимања, Фелини је доживео нервни слом што је захтевало лечење да би могао да заврши финалну фазу снимања филма. Иницијална реакција критичара била је оштра, а премијера на филмском фестивалу у Венецији била је прилика да се горке контроверзе претворе у јавни окршај између Фелинијевих обожаваоца и клеветника.
Касније је, ипак, Улица постала „...један од најутицајнијих филмова икада направљених“, према речима Америчког филмског института. Филм је освојио свечану награду Оскар за најбољи филм на страном језику 1957.  Овај филм се нашао на четвртом месту на листи Британског филмског института као један од десет најбољих филмова.

## Радња
Ђелсомина (Ђулијета Масина), лаковерна млада жена, сазнаје да је њена сестра Роса умрла у току турнеје на коју је отишла са уличним забављачем, снагатором Зампањом (Ентони Квин). Сада се, годину дана касније, исти тај човек вратио да тражи од њене мајке да она, Ђелсомина, заузме сестрино место. Мајка узима 10000 лира и њена ћерка одлази истог дана.
Зампањо зарађује за живот као путујући улични забављач, снагатор који трга ланце обмотане око његових груди, а затим пружа шешир како би добио бакшиш. Укратко, Ђелсоминина наивна и античка природа одлично се уклопила као контраст снагатору Зампању приликом наступа. Он је учи како да свира бубњеве и трубу, да плеше и измотава се пред публиком. Иако она има жељу да му удовољи, он се ипак ослања на застрашивање и насиље како би одржао надмоћ.
Коначно, након што се побунила и побегла, пронашла је пут до града. Тамо је посматрала наступ другог уличног забављача, Мате, талентованог ходача по жици и кловна (Ричард Бајсхарт). Када је Зампањо пронашао, на силу је вратио назад. Тада су се придружили путујућем циркусу у ком Мата ради. Мата задиркује снагатора у свакој прилици која му се пружи, иако не може да објасни зашто то ради. Након што је Мата полио Зампања кофом воде, Зампањо га је појурио са исуканим ножем. Као резултат тог инцидента, он завршава у затвору и обојица напослетку добијају отказ.
Ђелсомина, због тешких околности у којима се налази, преиспитује своја осећања и веровања. Пре него што је Зампањо пуштен из затвора, Мата износи Ђелсомини алтернативе за њен положај, представљајући своју филозофију да све и свако има сврху – чак и камен, па и она. Калуђарица сугерише да је Ђелсоминина сврха слична њеној. Ђелсомина предлаже Зампању брак, а он је одбија.
Путеви снагатора и кловна укрштају се последњи пут на усамљеном делу пута где Зампањо наилази на Мату коме је пукла гума. Ђелсомина сведочи хорору, снагатор задаје кловну неколико удараца у главу. Мата се буни за поломљени сат, а затим пада и умире. Зампањо сакрива леш, затим одгурне аутомобил са литице и посматра га како гори у пламену.
Убиство слама Ђелсомину. И након десет дана, она остаје нема, без било каквог жара у очима. Напослетку, док је она спавала, Зампањо одлази остављајући јој нешто одеће, пара и његову трубу.
Неколико година касније, он наилази на девојку која певуши док простире веш у месту у којем он наступа и препознаје мелодију коју је Ђелсомина изводила. Тада сазнаје да је Ђелсомину пронашао девојчин отац и да је удомио. Међутим, она се предала и умрла. Зампањо се расплакао лутајући пијан по плажи.

## Улоге
- Ђулијета Масина као Ђелсомина
- Ентони Квин као Зампањо
- Ричард Бајсхарт као Мата, циркуска Луда
- Алдо Силвани као Сињор Ђирафа, власник циркуса
- Марћела Ровере као Ла Ведова, удовица
- Ливија Вентурини као Ла Суарина, калуђерица

## Продукција

### Настајање
Фелинијев процес стварања Улице започео је нејасним осећањима, „неки призвук,“ рекао је, „који је вребао и стварао меланхолију која ми је уливала осећај кривице, као сенка која вреба нада мном. Тај осећај указивао је на двоје људи који остају заједно, иако ће исход бити фаталан, али они не знају зашто.“ Та осећања су се развила у слике: снег који мирно пада на океан, композиција сачињена од облака, и анђео у ноћи који пева. У том тренутку, Фелини почиње да црта и скицира ове слике, устаљена склоност за коју тврди да је покупио на почетку своје каријере када је радио у разним провинцијалским музичким дворанама где је морао да скицира разне карактере и саму позорницу. На крају, изјаснио се како је идеја „заживела“ када је нацртао круг на парчету папира како би дочарао Ђелсоминину главу, и тада је одлучио да базира ову улогу управо по Ђулијети Масини, са којом је у том тренутку био у браку пет година: „Замишљао сам праву Ђулијету, а видео сам њу. Био сам под утицајем њених фотографија из детињства, па су детаљи на Ђелсомини заправо рефлексија десетогодишње Ђулијете.

Лик Зампања базиран је по особи из Фелинијеве младости из приморског градића Римини. Тамо је живео месар познатији као заводник: по Фелинију: „Овај човек је одвлачио све жене у кревет; једна сиромашна девојка остала је трудна и сви су тврдили да је то ђавоље дете.“ 1992. Фелини је рекао канадском режисеру Дамјану Петигруу да је осмислио филм у исто време као и његов сарадник сценариста у „оргијској синхронизацији“:
Режирао сам филм Бикови, а Тулио је отишао да посети породицу у Турину. У то време, није било аутопута између Рима и севера, па је морао да вози преко планина. На кривудавом делу пута угледао је човека како вуче колица прекривена церадом... Ситна жена гурала је колица са друге стране. Када се вратио са пута, рекао ми је како би желео да исприча причу о њиховом тешком животу на путу. „Био би то одличан сценарио за твој наредни филм“, рекао је. Била је то практично иста прича коју сам и ја замишљао, али са једном круцијалном разликом: моја се фокусирала на мали путујући циркус и на тупоглаву жену по имену Ђелсомина. Тако смо спојили моје јунаке из путујућег циркуса и његове планинске скитнице. Зампања смо назвали по власницима два мала циркуса у Риму: Замперла и Салтањо.
Фелини је написао сценарио уз помоћ Ениа Флаианија и Тулија Пинелија и однео га је прво код Луиђија Ровере, продуцента који је са њим радио на филму Бели шеик (1952). Када је Ровере прочитао сценарио, расплакао се, уливајући тиме Фелинију наду, само да би је срушио изјавивши како је то одлично књижевно дело, али да „као филм не би донело ни лире. Није то филм.“ Када је писање привео крају, сценарио је имао око 600 страна, са сваким кадром прецизно описаним и попуњен великим бројем белешки које су сведочиле интензивном истраживању теме. Продуцент Лоренцо Пегораро био је довољно импресиониран да понуди Фелинију аванс, али није желео да пристане на Фелинијев захтев да Ђулијета Масина игра улогу Ђелсомине.

### Подела улога
Фелини је финансирање осигурао преко продуцената Дина Де Лаурентиса и Карла Понтија, који су желели да дају улогу Ђелсомине Силвани Мангано (Де Лаурентисовој жени), а улогу Зампања Бурту Ланкестеру, али Фелини је то одбио. Ђулијета Масина инспирисала је читав пројекат, па је Фелини био одлучан у одлуци да не пристаје на алтернативе. Што се улоге Зампања тиче, Фелини је желео да је додели некоме ко није професионални глумац, па је, вођен том идејом, тестирао велики број снагатора из циркуса, али без успеха. Такође, имао је потешкоће са проналажењем правог глумаца за улогу Мате. Његов први избор био је глумац Моралдо Роси, који је био из Фелинијевог круга познаника и имао је прави карактерни и физички склоп за ову улогу, али Роси је желео да буде асистент режисера, а не глумац. Алберто Сорди, звезда претходног Фелинијевог филма Бели шеик и Бикови, био је загрејан за улогу, и био је горко разочаран када га је Фелини одбио након пробе костима.
Напослетку, Фелини је скицирао свој избор од три играча повезана са филмом Анђели Таме, режисера Ђузепеа Амата, у коме је Масина играла у улози мадам. Ентони Квин је такође играо у овом филму, док је Ричард Бејсхарт често посећивао његову жену Валентину Кортезе на сету. Када је Масина представила Квина свом мужу, Квин је био видно узнемирен тиме што је Фелини тврдио да је у њему пронашао Зампања, присећајући се: „Имао сам утисак да је помало луд, и рекао сам му да нисам заинтересован, али он је данима наваљивао. “Недуго затим, Квин је провео вече са Робертом Роселинијем и Ингрид Бергман и након вечере су одгледали Фелинијев филм, драму-комедију Бикови из 1953. Према речима Квина: „Остао сам забезекнут. Рекао сам им да је тај филм ремекдело, и да је то онај исти режисер који ме је јурио недељама.“
Фелини је био посебно обузет Бејсхартом, који га је подсећао на Чарлија Чаплина. Након што га је Корез упознао са Бејсхартом, Фелини је позвао глумца на ручак, на коме му је понудио улогу Мате. Када га је Бејсхарт изненађено упитао зашто, јер он никада пре није играо улогу кловна, Фелини му је одговорио: „Једноставно, ако си извео то што си извео у филму Четрнаест минута, ти можеш све.“ Веома успешна у Италији, Холивудска драма из 1951. угостила је Бејсхарта за улогу човека који се баца са хотелског балкона. Бејсхарт је, такође, био веома импресиониран Биковима, и пристао је на улогу за много мањи хонорар у односу на онај који иначе узима, делом због тога што га је веома привукла Фелинијева личност, говорећи: „То је због његовог ентузијазма и због његовог хумора.“

### Снимање
Филм је сниман у Бањоређу, Витербоу, Лациу и Овиндоли, Л’Аквили, Абруцу. Недељом, Фелини и Бејсхарт возили би се по селима, истражујући локације и места где би јели, понекад испробавајући чак и по шест ресторана, чак и ка Риминију, све док Фелини није пронашао жељени амбијент и мени.
Продукција је стартовала у октобру 1953. уз паузе због повреде чланка Масине у току манастирске сцене са Квином. Кашњење у снимању, Де Лаурентис је видео као прилику да замени Масину, коју никада није ни желео за ту улогу, а која још увек није ни потписала уговор. Ситуација се убрзо променила када су руководиоци Парамаунта погледали сцену и похвалили Масинин наступ, што је резултовало тиме да Де Лауренис потврди да је улога искључиво њена наређујући јој да потпише уговор за оквирно трећину Квиновог хонорара.
Кашњење је повукло потпуну промену распореда, а кинематографа Карла Карлинија, који је имао важније обавезе, заменио је Отело Мартели, Фелинијев фаворит. Када је снимање настављено у фебруару 1954, била је зима. Температура је пала на -5 степени, што је резултирало честим нестајањем грејања и топле воде што је довело до принудних пауза, а комплетна екипа је морала да спава у одећи, са капама како би се утоплили.
Нови распоред изазвао је конфликт за Антонија Квина, који је потписао уговор и за филм Атила - хит 1954. године, чији је продуцент, такође, био Де Лаурентис, а режисер Пиетро Франчишћи. У почетку, Квин је разматрао повлачење са сета Улице, али га је Фелини убедио да може да ради оба филма упоредо без икаквих проблема – снимајући Улицу у јутарњим, а Атилу у вечерњим часовима. Тај план често је захтевао да глумац устаје у 3:30 ујутру како би ухватили „светлост сумрака“ на чему је Фелини инсистирао, а затим да крене путем Рима око 10:30 у костиму Зампања како би на време стигао на сет да би се трансформисао у Атилу Хунског за поподневно снимање. Квин се присећао: „Тај распоред, одговоран је за мој унезверен поглед који сам имао у оба филма, поглед који је био савршен за Зампања, али једва прихватљив за Атилу Хунског.“
Упркос екстремно слабом буџету, супервизор продукције Луиђи Ђакоси успео је да изнајми мали циркус који је водио човек по иману Савитри, снагатор и гутач ватре који је обучио Квина циркуском жаргону као и техникама кидања ланаца. Ђакоси је, такође, обезбедио услуге Замперла циркуса, који је пружио услуге бројних каскадера који су у филму играли сами себе, укључујући Бејсхартовог дублера, ходача по жици, који је одбио да наступа када је ватрогасац поставио безбедносну мрежу.
Недостатак средстава навео је Ђакосија да импровизује у испуњавању Фелинијевих захтева. Када се снимање наставило на пролеће, Ђакоси је успео да рекреира зимске сцене тако што је расуо 30 кеса са гипсом по белим чаршафима како би симулирао снег. Када је била захтевана сцена са великом гомилом људи, Ђакси је успео да убеди локалног свештеника да одложи славље у част сеоског свеца, које пада 8. априла, за неколико дана, чиме је осигурао присуство око 4000 неплаћених статиста. Како би осигурао да се маса неће разбежати, Фелини је наредио асистенту режисера да виче, „Спремите собе за Тотоа и Софију Лорен“ двоје најпопуларнијих италијанских забављача у то време,  и нико није отишао.
Фелини је био ноторни перфекциониста, што је умело да буде веома напорно за његову екипу. На семинару студената Америчког филмског института, Квин је говорио о Фелинијевој непопустљивости при одабиру кутије у којој Зампањо носи цигарете, проучавајући више од 500 кутија пре него што је изабрао ону праву: „Што се мене тиче, било која од кутија била би сасвим у раду, али не и за Федерика.“ Квин је се такође присетио како се посебно како је посебно поносан на одређену сцену у којој је за извођење добио аплауз од стране посматрача на сету, само да би на крају добио позив од Фелинија који му је саопштио да ће орати да понове снимање комплетне сцене, јер је Квин био предобар: „Видиш, ти би требало да си лош, ужасан глумац, али добио си аплауз од посматрача. Требало је да те исмевају. Тако да, ујутру снимамо поново.“ Што се тиче Мацине, Фелини је инсистирао на томе да она рекреира онај смешак са танким уснама који је видео на њеним фотографијама из детињства. Ошишао је послуживши се чинијом коју је ставио преко њене главе и скратио је сву косу која је вирила, након тога, замалтерисао је остатак косе сапуном како би јој дао „бодљикав, неуредан изглед,“ затим је „просуо талк по њеном лицу како би изгледала блеђе од кабуки извођача.“ Натерао је да обуче неколико похабаних огртача из Првог светског рата чије крагне су јој се урезивале у врат. Жалила се: „Тако си нежан и добар према свима на сету. Зашто мене мучиш?“
Уз договор са продуцентима Фелини је донео одлуку да сам финансира све што не улази у буџет, чиме је осигурао изостанак било каквог потенцијалног профита. Фелини је донео ту одлуку након што је свима постао јасан недостатак финансија за завршетак пројекта, и када су га Понти и Де Лаурентис позвали на ручак и рекли му: „Хајде да се претварамо да је договор о финансирању шала. Плати нам кафу и заборавићемо на то.“ Према речима Квина, ипак, Фелини је успео да преброди одлагање плаћања тако што је пристао да сними неке кадрове за Атилу које је Франћишћи, режисер филма, запоставио.
Приликом снимања последње сцене на кеју у Фјумичину, Фелини је проживео клиничку депресију, а његово стање је прикрио уз подршку сарадника. Био је у могућности да заврши снимање само уз помоћ терапија које је примао од стране истакнутог психоаналитичара Фроидиана.

### Звук
Као и сваки други италијански филм у то време, и овај је снимљен без звука; дијалози су додати касније заједно са музиком и звучним ефектима. Као последица тога, глумци су у току снимања причали свако на свом матерњем језику: Квин и Бејсхарт на енглеском, Масина и остали на италијанском. Лилијана Бети, Фелинијев дугогодишњи асистент, описала је режисеров типичан процес када је у питању дијалог у току снимања, техника коју је звао „бројевни систем“ или „речник бројева“: „Уместо текста, глумац би рецитовао бројеве редом. На пример, текст од петнаест речи једнак је набрајању до тридесет. Глумац би сам бројао до тридесет: 1-2-3-4-5-6-7 и тако даље. “Биограф Џон Бекстер коментарисао је корисност таквог система: „Помаже при одрђивању тачног тренутка када он [Фелини] захтева другачију реакцију. „Врати се на 27,“рекао би глумцу, „али овога пута уз осмех“. С обзиром на то да није морао да брине због буке на сету , Фелини је без престанка коментарисао у току снимања, пракса која је скандалозна за неке мало традиционалније филмске ствараоце, попут Елије Казан: „Причао је у току сваке сцене, заправо викао је на глумце. 'Не, тамо, стани, окрени е, погледај у њу, погледај у њу. Видиш како је тужна, њене сузе? О јадни бедниче! Желиш да је утешиш? Не окрећи се; крени ка њој. Ах, па она те не жели, зар не? Шта? Ипак јој приђи!'... То је начин како успева да ради са глумцима из разних земаља, он делимично глуми уместо њих.“
С обзиром на то да Квин и Бејсхарт не говоре италијански, обојица су синхронизовани у првобитном пуштању филма. Незадовољан глумцем који је синхронизовао Зампања, Фелини се сетио  колико је био импресиониран синхронизацијом коју је одрадио Арнолдо Фоа за улогу Тошира Мифуне у италијанској верзији Рашомона режисера Акира Куросова, и успео је да обезбеди Фоеву услугу у задњи час. Композитор Мишел Шион приметио је да Фелини експлоатише тенденцију да италијански филмови после рата имају одређену слободу у синхонизацији по покретима усана, посебно у поређењу са Холивудом, где је поклапање покрета усана и гласа приоритет: „Фелини је ишао до тих екстрема да се дешавало да након сихронизације, гласови који су додељени одређеним особама, просто лебде и тежња за приписивањем истих не функционише.“ У италијанској верзији филма Улица, постоје моменти у којима се чује глас, а да притом глумац и не отвара уста.
Фелинијев ученик Томас Ван Оредер објашњава Фелинијеву слободу третирања звукова из околине у својим филмовима, и каже како он преферира гајење по Чионовим речима, „субјективног осећаја код публике,“ где даје предност звуковима које чује лик који глумац тумачи у односу на оно шта се дешава на сцени. На пример, пачићи и пилићи појављују се на екрану приликом Ђелсомининог разговора са калуђерицом, али прати их звук цвркута птица уместо реалистичног звука, а као одраз Ђелсомининог просветљења узимајући у обзир њен положај у овом свету.
Видео материјал за верзију филма на енглеском језику из 1956. био је идентичан оном за италијанску верзију, али је аудио материјал био у потпуности поново урађен под надзором Керол и Питера Ритоф у Тира студију за обраду звука у Њујорку, без икаквог утицаја Фелинија. Томас Ван Одред идентификовао је на десетине промена у енглеској верзији, а промене је поделио у четири категорије: „1. Тиша музика у односу на дијалог; 2. Потпуно нов избор музике и обрађивање исте у многим сценама; 3. Другачији звук околине у неким сценама, као и промена у обради тих звукова; 4. Елиминисање одређених дијалога.“ У енглеској верзији Квин и Бејсхарт синхронизовали су своје улоге, док је Мацину заменила друга глумица - одлука коју Ван Ордер није одобравао, као ни остали, али су продуценти звука успели да пронађу особу са довољно „детињастим и пискавим гласом“. Коштало је 25.000 $ дублирање Улице на енглески језик, али наком што је филм примио велики број похвала, приказивање је почело и у Сједињеним државама италијанске верзије филма са преводом.

### Музика
Комплетна музика за Улицу написана је од стране Нина Роте, након што је одрађена главна фотографија. Главна тема је чежљив тон који се прво појављује у мелодији коју изводи циркуска Луда на виолини, а касније и Ђелсомина на својој труби. Последња реченица претпоследње сцене отпевана је од стране жене која саопштава Зампању судбину Ђелсомине након што је он напустио. Ово је једна од три примарне теме представљене на почетку филма у насловима и понављају се у току филма. Њима је додата и четврта тема која се појављује у првој секвенци након што Ђелсомина упозна Зампања, и често бива прекинута или утишана у његовом присуству, појављује се све ређе и ређе и све тише и тише како филм напредује. Клаудија Горбман прокоментарисала је употребу ових тема, које сматра истинским лајтмотивима, и које нису само илустрација идентификације, већ „прави знак акумулације и комуникације значења која нису експлицитно везана за слике или дијалоге.“
У пракси, Фелини је снимио свој филм уз пуштен снимак музике јер, како је објаснио у интервјуу 1972. „те одведе у неку посебну димензију у којој твоја машта контролише тебе.“ За Улицу, Фелини је користио варијације од Арканђела Корелија које је планирао да користи и на звучној траци. Рота, незадовољан планом, написао је оригинални мотив (који је одјек „Темпа“ из Дворакове Пролећне серенаде) са ритмом који се поклапа са Корелијевим комадом који је у синхронизацији са Ђелсомининим покретима са трубом и са Матином виолином.

## Дистрибуција
Премијера филма одржала се на петнаестом Међународном филмском фестивалу у Венецији, 6. септембра 1954. где је освојио Сребрног лава. Пуштен је у Италији 22. септембра 1954, а у Сједињеним државама 16. јула 1956. 1994. Мартин Скорсезе, који се још од детињства идентификовао са ликом Зампања и елементе самодеструктивности користио у својим филмовима Таксиста и Разјарени бик, финансирао је штампање оригиналног постера. Janus Films је тренутни дистрибутер филма.

## Одзив

### Иницијална реакција
Тулијо Ћићарели видео је филм као „недовршену поему,“ намерно недовршену од стране режисера из страха да „се есенција филма не изгуби због безобразлука критичара, или у двосмислености класификације,“ док је Ермано Контини из Секола XIX повалио Фелинија као „маестралног наратора“:
Прича је лагана, хармонична, осликава срж, еластичност, униформисаност и сврху употребом ситних детаља, суптилном истицањем и леганом томовима који се природно стапају са скромним током приче избегавајући акцију. Али колико значења, колико очигледно богатство једноставности.
Остали су посматрали другачије. Када је 1954 године на Филмском фестивалу у Венецији жири донео длуку да Улица добије Сребрног лава, игноришући филм Лукина Висконтија Смисао, избила је туча када је Висконтијев асистент Франко Зефирели почео да звижди током Фелинијевог Говора, где је нападнут од стане Моралда Росија. Фелини је пребледео и потресао се, а Масина се расплакала. Марксистичке критике попут оне када је Ђуидо Аристарко одбацио филм као по идеолошком основу, истичући: „Не кажемо ми, нити смо икада рекли, да је филм Улица лоше режиран и изведен. Ми смо изјавили и потврђујемо да је погрешан; перспектива му је погрешна.“
Премијера у Венецији почела је „у необјашњиво хладној атмосфери“, према речима Мина Раинерија, и „публика којој се на почетку филм није допао, благо је променила мишљење како се филм ближио крају, ипак филм није добио реакције – ни у ком смислу – какве заслужује.“
Артуро Ланоцита, за новине Кориере дела Сера, тврдио је да филм: „одаје утисак грубе копије која само наговештава главне тренутке у причи... Изгледа да је Фелини предност дао сенкама, тамо где би контраст био далеко ефектнији.“ Нино Гели за Бианко Неро изразио је жаљење јер након „одличног почетка, стил филма остаје хумористичан неко време, све док се двоје главних ликова не растану, и у даљем тексту тон постаје извештачен и књижевни, а темпо све више фрагментаран и неповезан.“
Фелинијев биограф Тулио Кецич приметио је да се италијански критичари „опасно труде да [Фелинијевом] филму нађу ману након отварања фестивала у Венецији. Неки наводе да је почетак филма добар, али да прича у даљем тексту потпуно разочарава. Други тврде да се страст осећа на крају, али им се почетак не допада.“

Пуштање филма на француском језику, следеће године, наишло је на значајно топлије реакције. Доминик Обије за француски магазин Карие ду Синема изјавио је да Улица припада „часовима митологије, коме би циљ био да обухвати критике више него јавност.“ Обије закључује: 
Фелини досеже врх што је реткост за остале режисере: стил у служби уметниковог митолошког универзума. Овај пример још једном доказује да филмска индустрија треба мање техничара – већ их је превише – а више креативних интелигентних људи. Да се створи такав филм, аутор не да мора да поседује изванредан таленат за изражавање, већ и дубоко разумевање одређених душевних проблема.
У свом осврту марта 1955 године за магазин Артс, Жан Аурел навео је наступ Ђулијете Масине као „наступ који је инспирисан најбољим од Чаплина, али са свежином и осећајем за тренутак који су створени специјално за овај филм.“ По њему филм је „горак, а ипак пун наде. Баш као и сам живот.“ Луис Шуве за Ле Фигаро истакао је да је „атмосфера драме“ укомбинована „са видљивом снагом што је тешко изједначити.“ За утицајног филмског критичара Андреа Базина, Фелинијев приступ био је
Супротан физиолошком реализму уз помоћ ког је анализа праћена описом осећања. У овом квази Шекспировком универзуму, међутим, све је могуће. Ђелсомина и циркуска Луда окружени су величанственом ауром, која буни и иритира Зампања, али ова врлина није ни натприродна, ни грациозна, није чак ни поетична, већ је представљена као потпуно природна ствар. 
За Ћићарелија,
Филм би требало да буде прихваћен због своје чудновате крхкости и својих често претерано шарених, скоро вештачких момената, или потпуно одбачен. Ако покушамо да анализирамо Фелинијев филм, његови крхки квалитети истог тренутка постају видљиви и ми смо онда у обавези да третирамо сваки фрагмент, сваки лични коментар, свако тајно признање појединачно.
Реакције критичара из Уједињеног Краљевства и Сједињених држава биле су измешане, са потцењивачким освртом који се јавља у Националном одбору за рецензију филмова („мочвара јефтиних мелодрама“), британски филмски часопис Слика и звук („режисер тежи да буде песник, а није“) и Тајмс („реализам на гомили ђубрета.“), док су похвале стигле од стране Њузвик магазина („необичан и споран“) и Сатрдеј Ривју („Са Улицом Фелини заслужено заузима позицију истинског наследника Роселинија и Де Сике.“). У осврту за магазин Њујорк Тајмс 1956. А. Х. Вејлер био је посебно наклоњен Квину: „Ентони Квин је изванредан у улози кретена, једносложног и наизглед немилосрдног снагатора, чија представа је примитивна и непосредна. Међутим, негова карактеризација се полако развија, па његова урођена усамљеност испливава кроз његов груб изглед.“
У интервјуу 1957, Фелини је изјавио да је Масина примила на хиљаде писама од стране напуштених жена чији су се мужеви вратили након што су одгледали филм и да су јој се такође јавили многи људи са неком врстом инвалидитета који су стекли нову врсту самовредновања након што су одгледали филм: „Та писма стижу са свих страна света.“

### Ретроспектива процена
Неколико година касније, Фелини је објаснио да је са „емотивне тачке гледишта“ он заправо „највише везан“ за Улицу: „Изнад свега, тако је зато што осећам да је то филм који ме најбоље представља, онај који је највише аутобиографски; из личних и сентименталних разлога, зато што је то филм који ме је највише намучио посебно када је у питању проналажење продуцената.“ Од свих имагинарних бића које је оживео у својим филмовима, Фелини је осећао најближу конекцију са три главна лика из Улице, „посебно са Зампањом“. Ентони Квин, рад са Фелинијем коментарише као непроценљиво искуство: „Био је немилосрдан, терајући ме да понављам одређене сцене изнова и изнова, све док није добио тачно оно што је замислио. За тих три месеца снимања са Фелинијем, научио сам више него икада до тада.“ Неколико деценија касније, Квин је послао режисеру и његовој жени поруку: „Вас двоје представљате најуспешније раздобље мог живота -- Антонио.“
Критичар Роџер Еберт, у својој књизи Велики филмови, описао је тренутну општу свест о Улици која истиче овај филм као највишу тачку у Фелинијевој каријери, истичући да је након тог филма, „дивљао џунглама фјордовског, хришћанског, сексуалног и аутобиографског претеривања.“ (Сам Еберт се са овим ставовима не слаже, већ сматра да је Улица „део процеса сазревања једног уметника које је довело до стварања ремек-дела попут филмова Слатки живот (1960), 8 1/2 (1963) и Амаркорд (1974)“.)
Године након пуштања Улице очврснуле су вредност овог филма. Овај филм прате бројна појављивања на разним листама најбољих филмова, а то укључује и анкету режисера из 1992. са Британског филмског института (четврти најбољи), затим „Најбољих 1000 икада снимљених филмова“ Њујорк Тајмса и листа „Најбољи филмови“ од стране веб сајта Они фотографишу, зар не (#67) – сајт који статистички израчунава најбоље прихваћене филмове.
1995. комисија сачињена од Папа католичке цркве за лист Друштвене комуникације навела је Улицу као један од 45 филмова који су „...попречни пресек изванредних филмова, одабраних од стране дванаест интернационалних стипендиста.“ Ово је постало познатије као Ватиканска листа филмова, и укључује Улицу поред 15 других филмова у поткатегорији Уметност. Папа Франческо, рекао је да је то „можда филм који ми се највише допао,“ можда зато што га је подсећао на Франческа Асишког, са којим се поистовећивао.

## Завештање
На самом почетку Фелинијеве филмске каријере, повезиван је са покретом неореализма, овде спадају филмови италијанске филмске индустрије из периода после Другог светског рата, тачније 1994-1952, карактеристични по обраћању пажње на друштвени контекст, осећају за историјску непосредност, политичком залагању за прогресивне друштвене промене, и анти-фашистичкој идеологији. Иако је у неким од његових првих филмова било одређених пропуста по православном неореализму, Улица је била дефинитивни прелом са идеолошким захтевима о праћењу неореалистичких теорија да се прати одређено политичко гледиште или специфичан „реалистични“ стил. Као резултат тога, јављају се критичари који омаловажавају Фелинија, оптужујући га за предратне ставове индивидуализма, мистицизма и оптерећеношћу „прочишћеним стилом“. Фелини је енергично одговорио на критике: „Неки људи и даље живе у заблуди како неореализам приказује само одређене аспекте реалности, и они инсистирају на томе да је у питању друштвена реалност. То је програм, који би требало да прикаже само одређене аспекте живота.“ Филмски критичар Милисент Маркус написао је да је „Улица филм који остаје индиферентан према социјалном и историјском аспекту неореализма.“ Убрзо након, и остали италијански режисери, укључујући и Микеланђела Антонионија, па чак и Фелинијевог ментора и ранијег сарадника Роберта Роселинија, запратили Фелинија и, према речима критичара Питера Бонданелија, „прешли преко догматског приступа друштвеној реалности, суочавајући се поетски са осталим једнако опчињавајућим личним и емотивним проблемима.“ Као филмски стипендиста Макр Шил је истакао да, када је освојио првог Оскара за најбољи филм на страном језику 1957, Улица је постао први филм који је освојио интернационалну награду као пример новог облика неореализма, „горко-слатко и самосвесно.“
Интернационални филмски ствараоци који су навели Улицу као један од њима омиљених филмова су Стенли Квен, Антон Корбајн, Гилис Мекинон, Андреас Дрезен, Јири Мензел, Адур Гоплакришнан, Мајк Њуел, Рајко Грлић, Лејла Пакалнина, Енн Хуи, Казухиро Сода, Џулијан Џеролд, Крзуцоф Зануци, и Ендри Кончаловски.
Филм је пронашао пут и до популарне музике. Боб Дилан и Крис Кристоферсон поменули су овај филм као инспирацију за њихове песме „Господин трубач“ и „Ја и Боби Макги“, тим редом, а српски рок бенд узео је име филма као име бенда.
Ротина главна тема усвојена је у сингл Перија Комоа из 1954. под називом „Љубавна тема из филма Улица (Путујући усамљеним стазама)“, са текстом на италијанском који је написала Мишел Галдиери и са текстом на енглеском који је написао Дон Реје. Дванаест година касније, композитор је проширио музику из филма како би направио балет, такође назван Улица.
У Њујорку су се појавила два деривата овог филма. Мјузикл базиран на филму представљен на Бродвеју 14. децембра 1969, укинут је након једног извођења. Ненси Картврајт, која је дала глас Барту Симсону, била је толико имресионирана глумом Ђулијете Масине у Улици да је покушала да добије позоришна права на филм како би могла да направи представу у Њујорку. Након путовања у Рим са неуспешним покушајем да упозна Фелинија, креирала је монолог представу, У потрази за Фелинијем.

## Награде и номинације
Улица је освојила више од педесет интернационалних награда, укључујући и Оскара 1957. за најбољи страни филм, као први прималац ове награде у тој категорији.
| Награде/Фестивали                                    | Категорија                                   | Победник/Номинација                         | Резултат   |
| ---------------------------------------------------- | -------------------------------------------- | ------------------------------------------- | ---------- |
| Додела Оскара                                        | Најбољи филм на страном језику               | Дино Де Лаурентис, Карло Понти              | Освојено   |
| Додела Оскара                                        | Најбољи сценарио, Најбољи првобитни сценарио | Федерико Фелини, Тулио Пинели, Енио Флаиано | Номинација |
| Бодил Авордс                                         | Најбољи европски филм                        | Федерико Фелини                             | Освојено   |
| Плава трака                                          | Најбољи филм на страном језику               | Федерико Фелини                             | Освојено   |
| Британска академија филмске и телевизијске уметности | Најбољи филм                                 | Федерико Фелини                             | Номинација |
| Британска академија филмске и телевизијске уметности | Најбоља страна глумица                       | Ђулијета Масина                             | Номинација |
| Настро д'Аргенто                                     | Сребрна трака; Најбољи режисер               | Федерико Фелини                             | Освојено   |
| Настро д'Аргенто                                     | Сребрна трака; Најбољи продуцент             | Дино Де Лаурентис, Карло Понти              | Освојено   |
| Настро д'Аргенто                                     | Сребрна трака; Најбољи сценарио              | Дино Де Лаурентис, Тулио Пинели             | Освојено   |
| Кинема Јунпо, Јапан                                  | Најбољи страни филм                          | Федерико Фелини                             | Освојено   |
| Награда удружења њујоршких филмских критичара        | Најбољи страни филм                          | Федерико Фелини                             | Освојено   |
| Филмски фестивал у Венецији                          | Сребрни лав                                  | Федерико Фелини                             | Освојено   |
| Филмски фестивал у Венецији                          | Златни лав                                   | Федерико Фелини                             | Номинација |